# Avanto
De Avanto is een lagevloertram van Siemens. De trams hebben bij de Transilien de kleur donkerblauw met lichtblauwe en oranje vlakken en bij Mulhouse lichtgrijs met donkergrijze en blauwe vlakken. De Avanto-tram kan ook op treinsporen rijden en is daarom een tramtrein.

## Frankrijk
In Frankrijk worden de trams op verschillende plaatsen ingezet:

### T4 (Île-de-France)
Op de T4, een voormalige spoorlijn van de SNCF welke is omgebouwd tot een tramlijn, worden sinds 2006 trams van het type Avanto ingezet. Er rijden 15 trams, die gekoppeld kunnen worden. De lijn wordt geëxploiteerd door SNCF/Transilien. De trams zijn vernummerd in de "U 25500"-serie.

### Tram-Train Mulhouse-Vallée de la Thur
Op het tramnetwerk van Mulhouse worden sinds 2010 twaalf Avanto-trams ingezet, op de tramtrein-dienst naar Thann. De trams rijden tussen het Gare Centrale en Lutterbach over tramsporen, daarna over treinsporen. De dienst wordt gezamenlijk geëxploiteerd door Soléa, het stadsvervoersbedrijf van Mulhouse en de SNCF. De trams zijn vernummerd in de "U 25600"-serie.

### Esbly - Crécy-la-Chapelle
Op de spoorlijn tussen Esbly en Crécy-la-Chapelle wordt sinds juli 2011 de dienstregeling gereden met Avanto-trams, die nu over zijn op de T4. De trams zorgen daar voor een verbetering van het materieel, en de reistijd tussen beide plaatsen.

## Verenigde Staten
In Houston en San Diego worden ook deze trams ingezet, respectievelijk 18 en 11.

## Galerij

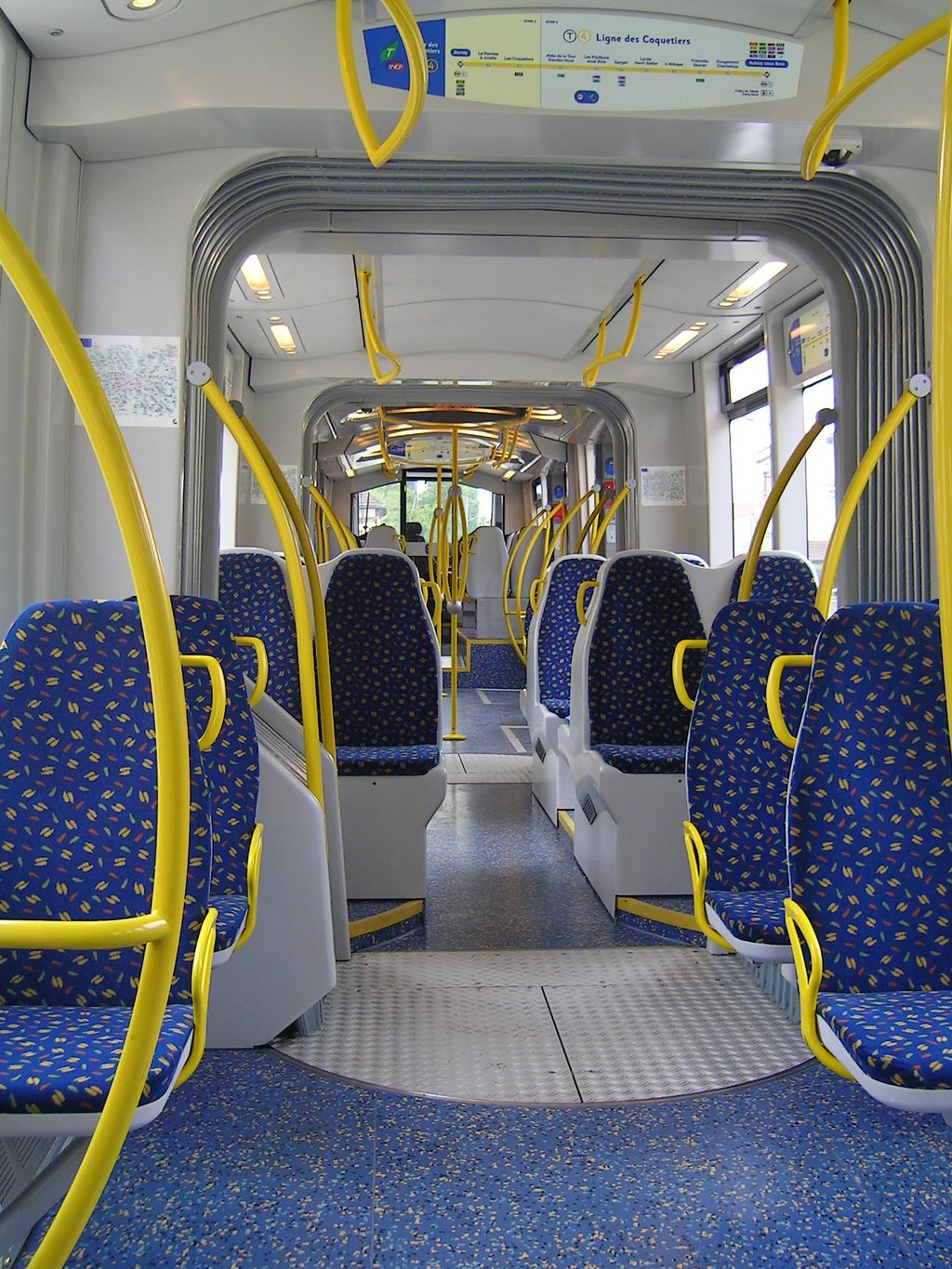
Interieur van een Parijse Avanto-tram
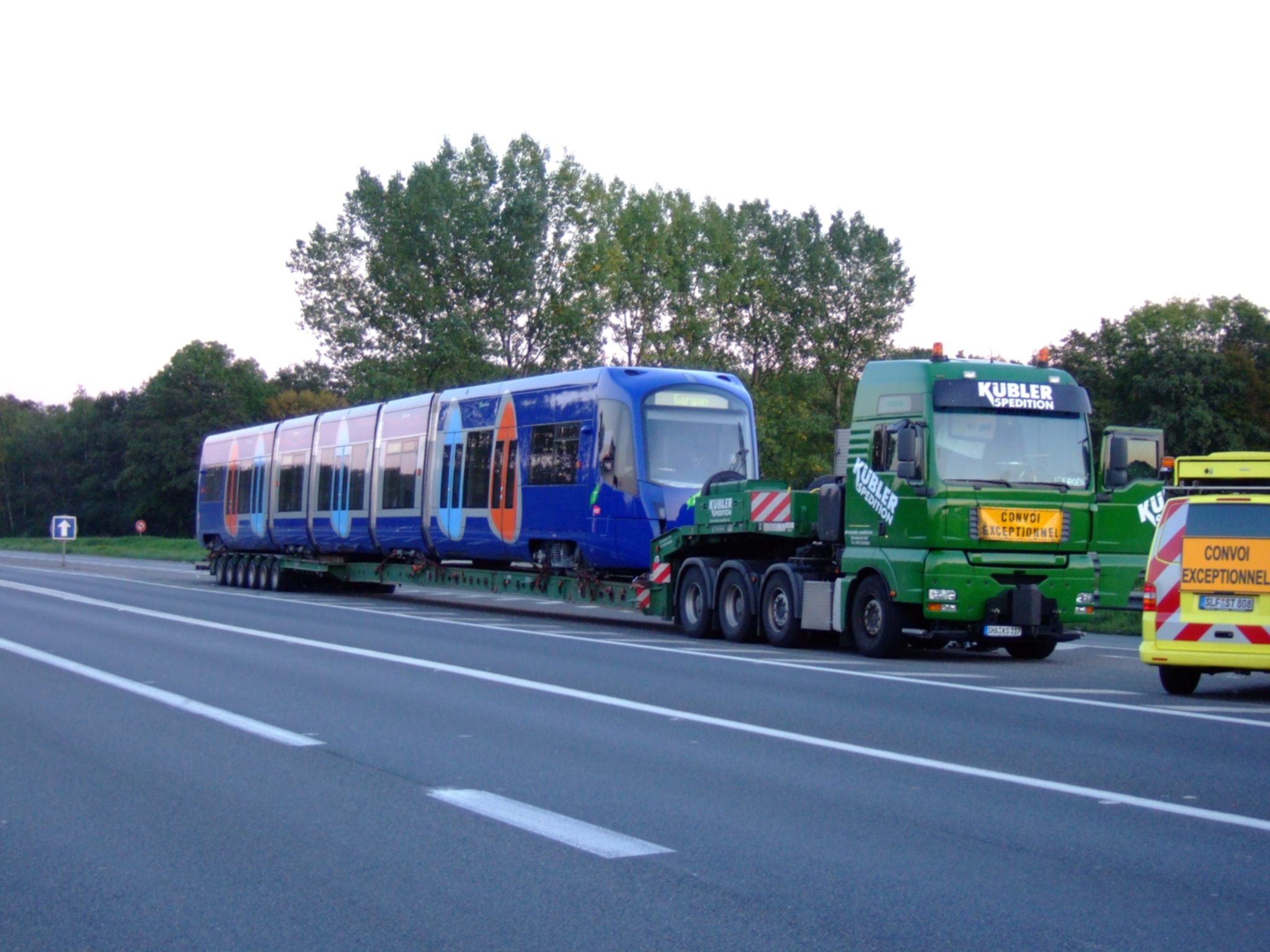
Aflevering van een Parijse Avanto-tram
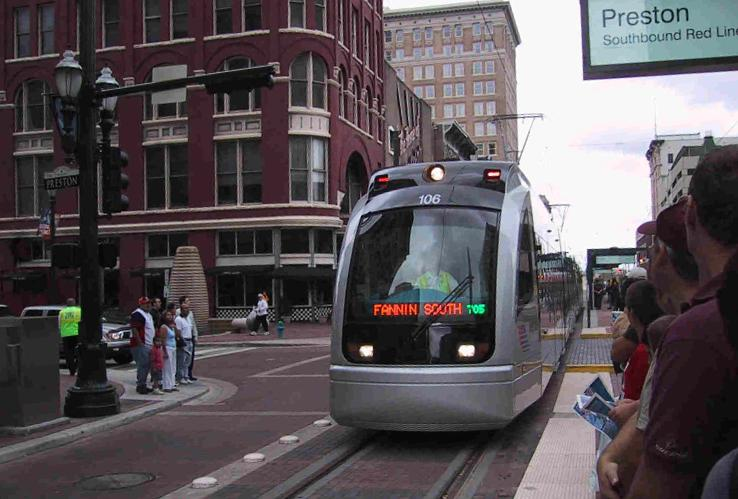
Avanto-tram in Houston
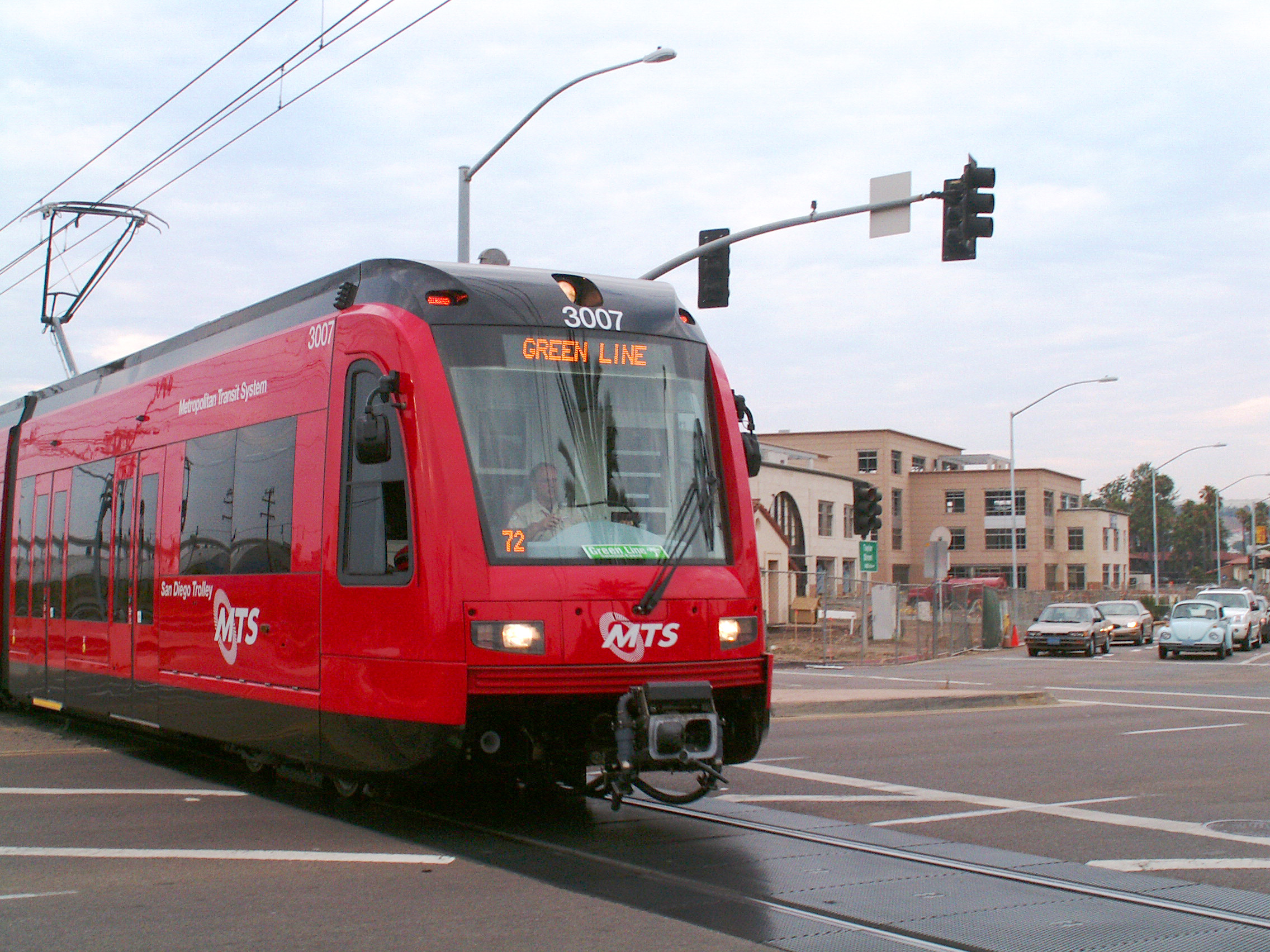
Avanto-tram in San Diego